# 津山鉄道部
津山鉄道部（つやまてつどうぶ）とは、岡山県津山市にあった西日本旅客鉄道（JR西日本）の鉄道部および車両基地の一つ。

## 概要
ローカル線の活性化と効率的な鉄道運営ができるように1990年6月1日から鉄道部制度を導入し、岡山県北部の地方交通線を津山鉄道部が運営するように改められた。
津山駅構内にあり、岡山支社が管轄していたが、2008年6月1日に廃止された。

### 管轄路線
廃止時点の管轄範囲は次の通り（管轄境界駅については、津山鉄道部が管理を担当している駅を記載）。
- 姫新線：上月駅（構内を除く） - 新見駅（構内を除く）間
- 因美線：智頭駅（構内を除く） - 東津山駅間

### 乗務線区
運転士は津山運輸センターに所属していた。津山鉄道部廃止後は、津山運転区に変更されている。2009年3月13日までは、急行「つやま」の全区間の乗務を担当していた。
- 津山線：津山駅 - 岡山駅間
- 姫新線：佐用駅 - 新見駅間
- 因美線：智頭駅 - 東津山駅間

## 車体に記されていた略号
岡山支社の略号である「岡」と、津山の電報略号である「ツヤ」から構成された「岡ツヤ」であった。

## 配置車両
津山鉄道部としては、キハ40系気動車とキハ120形気動車が配置されていたが、岡山電車区気動車センターに統合された際に、所属していた全車両が同センターに転出したため車両は配置されなくなった。

## 歴史
※鉄道部設置以前と、鉄道部廃止後の歴史は津山運転区を参照。
- 1990年（平成2年）6月1日：鉄道部制度に伴い、第1次鉄道部として発足[2]。津山列車区と[3]、岡山電車区岡山気動車支区が統合される[4]。
- 1991年（平成3年）4月1日：因美線美作河井駅 - 東津山駅間が米子支社から岡山支社に移管され、津山鉄道部の管轄になる[4]。
- 1999年（平成11年）10月2日：米子支社鳥取鉄道部から因美線智頭駅 - 美作河井駅間を移管される。また、津山線岡山駅 - 津山駅間が岡山支社直轄に変更される。
- 2007年（平成19年）4月21日：津山駅構内の旧津山扇形機関車庫や転車台とディーゼル機関車を公開。
- 2008年（平成20年）6月1日：組織改正により津山鉄道部が廃止され、次のように変更される。
  - 駅管理部門は担当エリア見直しの上で津山駅に移管。
  - 気動車分室は岡山電車区に統合され、同区の気動車センターになる[5]。
  - 津山運輸センターの乗務員部門は津山運転区になる。